# 7 (chiffre)
Chiffre sept, 7
Ne doit pas être confondu avec le nombre sept
Pour les articles homonymes, voir Sept (homonymie).
Pour l'année 7 du calendrier julien, voir 7 (année).
Le sept, symbolisé  « 7 », est un chiffre arabe, utilisé notamment pour signifier le nombre sept.

Le terme « chiffre » désigne ici le signe scriptural utilisé pour écrire des nombres ou des numéros. Le terme « nombre » se réfère, quant à lui, à l’objet mathématique en tant que quantité et aux concepts qui s’y rapportent.
Avec les autres chiffres arabes, il est utilisé par le monde occidental et le reste du monde pour l'écriture des nombres (notamment dans le cadre du système de numération indo-arabe), ainsi que pour la plupart des systèmes de numérotation.

## Évolution du glyphe
Au départ, divers hindous écrivaient 7 plus ou moins en une boucle comme une courbe qui ressemble à la majuscule J la tête en bas. La contribution principale des Arabes occidentaux, dans les chiffres dits ghûbar, fut de créer la ligne plus longue diagonale plutôt que droite, bien qu'ils montrèrent certaines tendances à rendre le caractère plus rectiligne. Les Arabes orientaux développèrent le caractère à partir d'une forme de 6, vers un caractère ressemblant au V majuscule. Les deux formes arabes modernes influencèrent la forme européenne, un glyphe en double boucle constitué d'une ligne horizontale supérieure jointe à sa droite à une ligne descendant vers le coin inférieur gauche, une ligne qui est légèrement incurvée dans certaines variantes du caractère. Comme dans le cas du glyphe européen, les glyphes Khmer pour 7 se développèrent aussi pour ressembler à leur glyphe 1, bien que ce soit d'une manière différente.
L'écriture manuelle en Europe, Amérique latine et Nouvelle-Angleterre comporte un petit trait horizontal en travers du grand trait, parfois encore avec la ligne du sommet courbée (« 7 »). Les Khmers ajoutaient souvent une ligne horizontale en dessous du glyphe. Le trait au travers est utile pour clairement différencier le caractère du nombre 1, puisqu'ils peuvent sembler similaires lorsqu'écrits avec certains styles d'écriture manuelle.

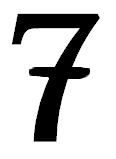
Ecriture du 7 avec un trait horizontal.

## Affichage à sept segments
Voici le « 7 » dans un affichage à sept segments, utilisé notamment sur certains écrans de visualisation :

Affichage du « 7 » avec 3 segments dans un affichage à sept segments, utilisé notamment sur certains écrans de visualisation.
Affichage du « 7 » avec 4 segments dans un affichage à sept segments. « 7 » est le seul chiffre à montrer une variation dans son affichage, mais celle-ci reste très rarement utilisée.